# Europarådets kommunalkongress
Europarådets kommunalkongress (Congress of Local and Regional Authorities) är en organisation inom Europarådet för samarbete mellan lokala och regionala förvaltningar. Organet jobbar med politiska samarbeten och övervakning av demokratisk utveckling mellan medlemsstaterna på lokal och regional nivå, framförallt granskar de efterlevnaden av Europeiska stadgan om lokalt självstyre. Kongressen kan lämna rekommendationer om åtgärder som därefter antas av Europarådets ministerkommitté. Kongressen övervakar även vissa lokala och regionala val och kan då publicera rapporter eller slutsatser om hur valen genomförts. Kongressen har, liksom Europarådets parlamentariska församling, 612 ledamöter varav 306 ordinarie och 306 suppleanter. Sverige representeras i kongressen av tolv lokalpolitiker. 